# Brendon Botha
Pour les articles homonymes, voir Botha.
Pas d'image ? Cliquez ici

a Compétitions nationales et continentales officielles uniquement.

b Matchs officiels uniquement.
Dernière mise à jour le 15 février 2024.
Brendon Botha (dit BJ), né le 4 janvier 1980 à Durban (Afrique du Sud), est un joueur international sud-africain de rugby à XV, évoluant au poste de pilier. Il mesure 1,82 m pour 116 kg.

## Biographie
Il a joué avec l'équipe d'Afrique du Sud des moins de 21 ans en 2001 et avec l'équipe A en 2004. 
Il a honoré sa première cape internationale en équipe d'Afrique du Sud le 26 août 2006 contre l'équipe de Nouvelle-Zélande.
Il remporte la Coupe du monde de rugby à XV en 2007 lors de l'édition disputée en France. Il ne dispute que 4 matchs du tournoi, puisqu'il se blesse contre les États-Unis et est forcé de renoncer au reste de la compétition. Il est remplacé par Jannie du Plessis.
Le 15 juin 2017, le Biarritz olympique annonce qu'il rejoint le club à partir de la saison 2017-2018. Il a joué  précédemment avec les Natal Sharks, les Sharks, l'Ulster, le Munster ainsi que le Lyon olympique universitaire.
En fin de contrat à la fin de la saison 2017-2018, il n'est pas conservé par le BO et met un terme à sa carrière.

## Palmarès

### En province
- Finaliste de la Currie Cup en 2003.

### En franchise
- Finaliste du Super 14 en 2007.

### En équipe nationale
- Vainqueur de la Coupe du monde en 2007.
- 25 sélections en équipe d'Afrique du Sud de 2006 à 2010.